# .mm
.mm是缅甸的国家及地区顶级域名（ccTLD） 。

## 历史
1997年，由两名澳大利亚侨民在缅甸经营的“老鹰集团”（Eagle Group）在缅甸建立了第一个互联网接入点。他们与英国公司Digiserve签订合同，为.mm提供DNS服务。所有.mm域名的DNS查询都由Digiserve的两个根DNS处理，分别是ns1.digiserve.com、ns2.digiserve.com。1999年，老鹰集团的服务被缅甸政府关闭。
之后，这两台根服务器将.com.mm、.net.mm、.edu.mm和org.mm的SOA记录指向缅甸邮电管理的两台位于仰光的DNS：ns0.mpt.net.mm和ns1.mpt.net.mm。
2002年2月，民运人士对DigiServe DNS服务器进行了黑客攻击，导致所有.mm域名的流量（包括www.gov.mm）被重定向到一个网站，这些人的诉求是要求释放著名学生领袖敏哥奈。这一场黑客攻击持续了三天。
2005年初，MPT重新获得了对.mm域名的管理控制权，并用自己的DNS取代了Digiserve的DNS。
缅甸企业可通过缅甸电信（前身为Bagan Cybertech）或直接从缅甸邮电公司注册.net.mm和.com.mm域名。.edu.mm、.org.mm、.gov.mm域名保留供官方和政府使用。没有提供whois服务。
目前，缅甸电信（前身为Bagan Cybertech）的服务被缅甸政府关闭。现在，只有政府所有的缅甸邮电公司控制着互联网和电子邮件的所有服务。

## 外部連結
- IANA .mm whois information （页面存档备份，存于）
- NIC Domain Registry for Myanmar